# Sanamxai
Sanamxai hay Sanamxay  (tiếng Lào: ເມືອງສະໜາມໄຊ) là một muang (mường, huyện) của tỉnh Attapeu phía nam nước Lào .

## Hành chính
- Thị trấn Sanamxai

...